# Präsident von Argentinien
Der Präsident von Argentinien (offizieller spanischer Titel Presidente de la Nación Argentina) ist das Staatsoberhaupt, der Regierungschef sowie der Oberkommandant der Streitkräfte Argentiniens und damit der mächtigste Politiker der Exekutive des Landes. Aktueller Amtsinhaber ist Javier Milei.
Da Argentinien als Staat über ein starkes Präsidialsystem verfügt, hat der Präsident auch Eingriffsmöglichkeiten in die Legislative (Dekret, teilweise Vertretung des Kongresses in dessen Urlaubszeit) sowie in die Judikative (Ernennung der Bundesrichter, gemeinsam mit dem Senat).

## Historische Entwicklung des Amtes

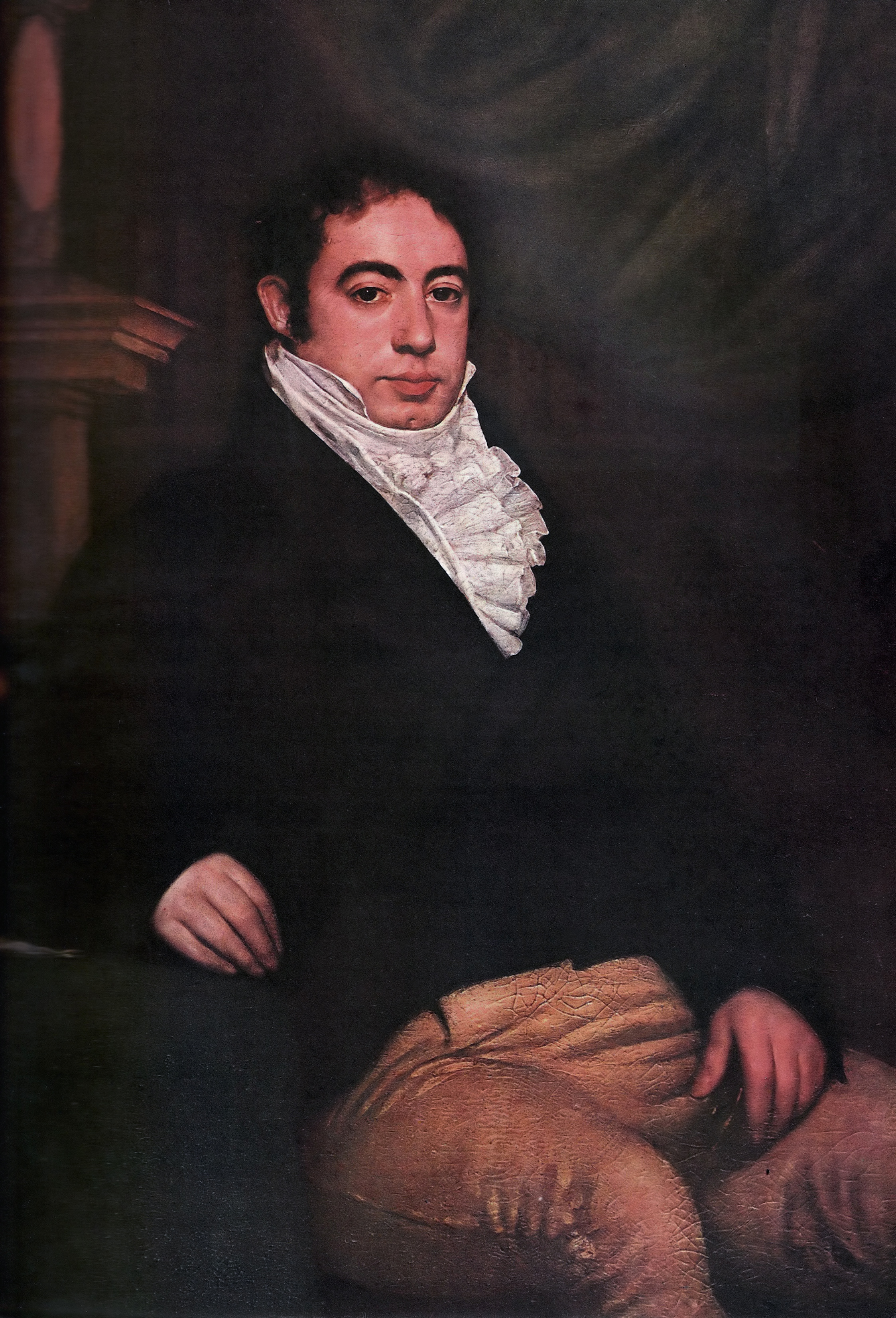
Bernardino Rivadavia

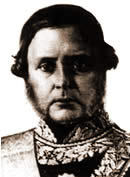
Justo José de Urquiza, erster verfassungsgemäß gewählter Präsident der Argentinischen Konföderation

Der erste Politiker Argentiniens, der den Titel „Präsident“ trug – noch ohne verfassungsrechtliche Grundlage – war Bernardino Rivadavia zwischen 1826 und 1827, dessen Amtszeit aber nur kurz währte, da zu dieser Zeit der Konflikt zwischen Unitariern und Föderalisten in vollem Gange war und die lose argentinische Konföderation Provincias Unidas del Río de la Plata mehrmals auseinanderbrach und in ihre einzelnen Bundesstaaten oder Provinzen aufgeteilt wurde.
In der Verfassung von 1853 wurde das Amt zunächst als Presidente de la Confederación Argentina bezeichnet, seine Kompetenzen stimmten aber schon weitgehend mit dem heutigen Amt überein, Justo José de Urquiza war somit der erste Amtsträger, der als Präsident Argentiniens im heutigen Sinne bezeichnet werden kann. 1860 wurde der Titel in die heutige Form umgeändert.

### Entwicklung des Wahlrechts
Die Bestimmungen zur Wahl des Präsidenten machten im Laufe der Zeit auch wegen des sich ständig wandelnden Demokratieverständnisses starke Wandlungen durch. So wurden die Präsidenten zwischen 1853 und 1910 von einer Wahlmännerversammlung (Wählerkolleg) gewählt, die wiederum vom Volk gewählt wurden, dabei war die Wahl nicht geheim, sondern musste vor den Wahlbeamten entweder mündlich oder schriftlich dargelegt werden. Ab 1916 erhielt Argentinien auch in Bezug auf die Präsidentenwahl ein modernes Wahlrecht mit geheimer Abstimmung, weiterhin über Wählerkolleg. Die Regelungen sahen eine Amtszeit von 6 Jahren bei verbotener Wiederwahl vor.
1949 führte Juan Perón vorübergehend die unbeschränkte Wiederwählbarkeit des Präsidenten sowie dessen Direktwahl ein, dies wurde jedoch bereits 1955 nach seinem Sturz wieder zurückgenommen. In Peróns Amtszeit fiel auch die Einführung des Frauenwahlrechts 1951. Ab 1973 wurde der Präsident wieder per Direktwahl bestimmt, ebenfalls war eine einmalige Wiederwahl vorgesehen. Diese Regelung wurde jedoch 1981 außer Kraft gesetzt.
Bei der Verfassungsreform von 1994 wurde die Stichwahl im Fall des Nichterreichens der absoluten Mehrheit bei der Präsidentschaftswahl eingeführt und die Amtszeit auf vier Jahre verkürzt, dafür wurde die Möglichkeit einer einmaligen Wiederwahl geschaffen.

### De-facto-Präsidenten
1930 kam mit José Félix Uriburu zum ersten Mal ein Politiker in der Moderne über einen Putsch in das Amt. Da die Legitimität durch eine Wahl hierbei nicht gegeben war, bezeichnete er sich als „provisorischer Präsident der Nation“ (Presidente Provisional de la Nación), Interimspräsident. Diese Tradition lebte auch bei späteren Putschen fort. Beim Putsch 1966 kam es dann zu einer grundlegenden Änderung, als Juan Carlos Onganía als erster auch die Legislative für sich beanspruchte, damit die Kompetenzen des verfassungsgemäßen Präsidenten weit überschritt und so einer Diktatur nahekam. Dasselbe geschah während der argentinischen Militärdiktatur (1976–1983) durch die damals agierenden Machthaber. Zwar war eine derartige Umgehung geltenden Rechts in der Verfassung von 1853 als Verrat am Vaterland (traición a la patria) bezeichnet worden, jedoch war die Bestrafung der betreffenden Akteure und De-facto-Präsidenten nirgends reglementiert.
Erst 1994 wurde die Möglichkeit, de facto ins Amt zu kommen und eigenmächtig die Kompetenzen zu überschreiten, im Zuge einer Verfassungsreform verboten und die Autorität jeder De-facto-Regierung durch den neuen Artikel 36 der Verfassung für nichtig erklärt.

## Wahlmodus
Präsident und Vizepräsident Argentiniens werden direkt vom Volk in freier, geheimer, gleicher und obligatorischer Wahl gewählt. Für die Wähler existiert dabei eine Wahlpflicht.
Die Wahlen finden innerhalb der letzten beiden Monate der Amtszeit des aktuellen Präsidenten statt. Die Amtszeit eines Präsidenten beträgt vier Jahre, eine einmalige Wiederwahl ist möglich.
Laut der Verfassungsreform von 1994 gilt ein Kandidatenduo (Präsident und Vizepräsident) im ersten Wahlgang als gewählt, sofern es eines der folgenden Ziele erreicht:
- als erstplatziertes Kandidatenduo mehr als 45 % der gültigen, affirmativen Stimmen (Art. 97 der Verfassung)
- mehr als 40 % der gültigen affirmativen Stimmen, sofern das zweitplatzierte Duo mehr als 10 % Rückstand aufweist (Art. 98)

In allen anderen Fällen wird eine Stichwahl abgehalten, an der nur die zwei am besten platzierten Kandidatenduos teilnehmen. Zieht eines von diesen seine Kandidatur zurück, gilt das verbleibende Kandidatenduo als Sieger, das drittplatzierte rückt also nicht nach (so geschehen 2003 bei der Wahl von Néstor Kirchner).

## Charakteristik des Amtes und Kompetenzen

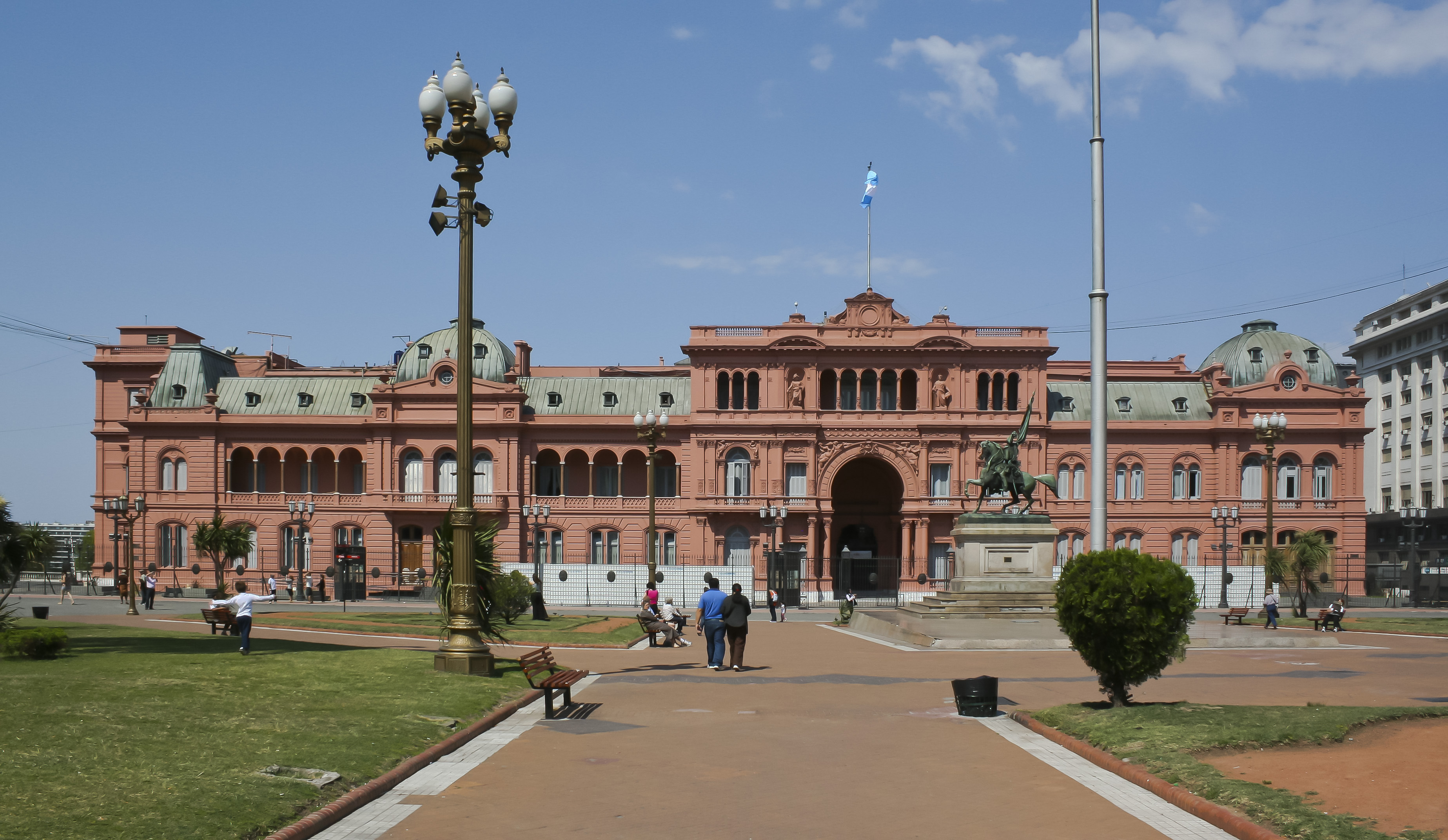
Die Casa Rosada, Sitz des Präsidenten

Laut Artikel 87 der argentinischen Verfassung repräsentiert der Präsident die Exekutive des Bundesstaates. Wie in einem Präsidialsystem üblich hat er eine starke Stellung, die auch durch gesetzgebende Kompetenzen sowie Eingriffsmöglichkeiten in die Judikative erweitert wird.
Laut Kritikern (z. B. Guillermo O’Donnell 1994) ist so die Gewaltenteilung eingeschränkt. O’Donnell zählt Argentinien zum Typus der delegativen Demokratie, der noch nicht den Institutionalisierungsgrad westlicher Demokratien erreicht habe.

### Voraussetzungen
Der Präsident muss laut argentinischer Verfassung (Art. 89) argentinischer Staatsangehöriger sein und entweder in Argentinien geboren sein oder Sohn bzw. Tochter eines in Argentinien geborenen Staatsangehörigen sein. Weiterhin muss er den Bestimmungen entsprechen, die für Senatoren gelten: Er muss ein Mindestalter von 30 Jahren aufweisen, seit mindestens sechs Jahren die argentinische Staatsbürgerschaft innehaben sowie ein Mindesteinkommen von 2000 Pesos (Stand Nov. 2024: ca. 1,90 Euro) nachweisen können.
Weiterhin darf der Präsident in der vorhergegangenen Wahlperiode nicht zweimal hintereinander Vizepräsident oder hintereinander Präsident und Vizepräsident gewesen sein, Präsident und Vize können sich also nicht im Amt abwechseln.

### Vertretung
Bei Tod, Krankheit, Abwesenheit aus der Hauptstadt, Rücktritt oder Absetzung des Präsidenten übernimmt der Vizepräsident die Amtsgeschäfte. Ist auch der Vizepräsident verhindert, so designiert der Kongress einen Beamten zum Stellvertreter, bis entweder einer der beiden Beamten wieder amtsfähig ist oder ein neuer Präsident gewählt wird.

### Kompetenzen
Die Kompetenzen des Präsidenten sind im Artikel 99 der Verfassung geregelt. Nach diesem Artikel ist er nicht nur Staatsoberhaupt und Regierungschef, sondern auch politisch verantwortlich für die Administration des Bundesstaates.
Als Hauptvertreter der Exekutive führt er die durch den Kongress verabschiedeten Gesetze aus, indem er die entsprechenden Regelungen einleitet. Dabei muss er beachten, die Grundsätze dieser Gesetze nicht zu verändern (Art. 99 Abs. 2). Er ernennt und entlässt die Minister und Staatssekretäre, den Kabinettsvorsitzenden (jefe de gabinete) sowie mit Zustimmung des Senates die Botschafter Argentiniens im Ausland (Abs. 7). Auch bei den sogenannten ministros plenipotenciarios (bevollmächtigten Ministern) und Beauftragten für bestimmte Handelsgeschäfte bedarf die Ernennung und Entlassung der Zustimmung des Senats.
Weiterhin ist der Präsident in die Gesetzgebung eingebunden. Er hat, obwohl es ihm nicht gestattet ist, eigene Gesetze zu verabschieden, die Möglichkeit, wenn „Ausnahmebedingungen“ die normalen Wege zur Gesetzgebung über den Kongress unmöglich machen, die Möglichkeit Dekrete auszusprechen (Abs. 3). Diese dürfen nicht das Straf-, Steuer-, Wahl- und Parteirecht betreffen und müssen gemeinsam mit den zuständigen Ministern formuliert werden. Ebenfalls hat er das Recht, den Kongress zu außergewöhnlichen Sitzungen einzuberufen sowie zu entscheiden, ob eine Sitzung verlängert werden muss. In Ausnahmefällen darf er weiterhin den Ausnahmezustand (estado de sitio) verhängen, in dem einige entscheidende Grundrechte außer Kraft gesetzt werden. In den Zeiten, in denen der Kongress sich im Urlaub befindet, übernimmt er einige Kompetenzen des Senats und des Repräsentantenhauses, wie die Ernennung von Beamten und die Intervention in den Provinzen.
In Bezug auf die Judikative ernennt der Präsident die Richter des Obersten Gerichtshofes (Abs. 4), es bedarf dabei jedoch der Zustimmung einer Zweidrittelmehrheit des Senates. Er ernennt auf Vorschlag des Consejo de la Magistratura (Richterrates) auch die Mitglieder der dem Obersten Gerichtshof nachgeordneten Gerichte der Bundesjustiz, dabei bedarf es ebenfalls der Zustimmung des Senats. Weiterhin hat er das Recht, nach Bundesrecht Angeklagte zu begnadigen (Abs. 5), ausgenommen sind Verfahren bezüglich Amtsvergehen.
Als Oberhaupt der Streitkräfte hat er die Befehlsgewalt über Heer, Marine und Luftwaffe und kann über Organisation und Verteilung der Streitkräfte auf dem Staatsterritorium entscheiden. Weiterhin ernennt er die Führungsbeamten in den Streitkräften in Friedenszeiten mit Zustimmung des Senates, in Kriegszeiten ohne diese Zustimmung.
Zuletzt hat der Präsident auch repräsentative Aufgaben, wie etwa das Empfangen ausländischer Vertreter. Verträge und Vereinbarungen mit anderen Ländern oder internationalen Organisationen werden durch den Präsidenten gegengekennzeichnet. Zusammen mit dem Kongress kann der Präsident den Kriegsfall erklären sowie bei einem Angriff auf Argentinien mit Zustimmung des Senats Ausnahmeregelungen in Kraft setzen (Abs. 15).